# Gardes du corps saxons
Le régiment des gardes du corps saxons est une unité de cavalerie lourde de l'armée du royaume de Saxe. Engagés en 1812 dans la campagne de Russie, les gardes se comportent avec distinction lors de la bataille de la Moskova en s'emparant de la « Grande Redoute » russe. De l'avis de l'historien Oleg Sokolov, « pour les régiments saxons de la grosse cavalerie […], la bataille de la Moskowa fut le summum de la gloire ». Le corps est anéanti à l'issue de la campagne.

## Organisation
Les gardes du corps saxons constituent l'un des trois régiments de cavalerie lourde de l'armée saxonne, aux côtés des Leib-Kürassiere Garde et des cuirassiers de Zastrow. Leur effectif théorique est de 670 hommes répartis en quatre escadrons.
Annihilés en Russie, les gardes du corps ne sont reformés qu'après la fin des guerres napoléoniennes.

## Historique

### Wagram, 5 et 6 juillet 1809
Lors de la bataille de Wagram, les 5 et 6 juillet 1809, le régiment des gardes du corps saxons fait partie de la brigade von Gutschmidt, attachée à la division de cavalerie du 9e corps. Son effectif est de 298 hommes répartis en deux escadrons sous le commandement du major von Hartmann. Le premier jour de la bataille, la cavalerie saxonne se distingue en couvrant la retraite des fantassins de Bernadotte. Cet engagement coûte aux gardes du corps 3 officiers et 116 cavaliers tués ou blessés.

### Campagne de Russie
En 1812, Napoléon, alors maître du continent européen, lance la campagne de Russie. Le régiment saxon des gardes du corps, commandé par le colonel von Leyser, est intégré à la brigade Thielmann du 4e corps de cavalerie du général Latour-Maubourg. Outre les gardes, la brigade comprend le régiment de cuirassiers saxons de Zastrow et le 14e régiment de cuirassiers polonais. Le 7 septembre 1812, après des mois de poursuite, la Grande Armée se heurte pour la première fois aux gros des forces russes lors de la bataille de la Moskova. 

#### La Moskova
« Pour les régiments saxons de la grosse cavalerie […], la bataille de la Moskowa fut le summum de la gloire. »

— Oleg Sokolov, L'Armée de Napoléon, Commios, 2003, p. 402.

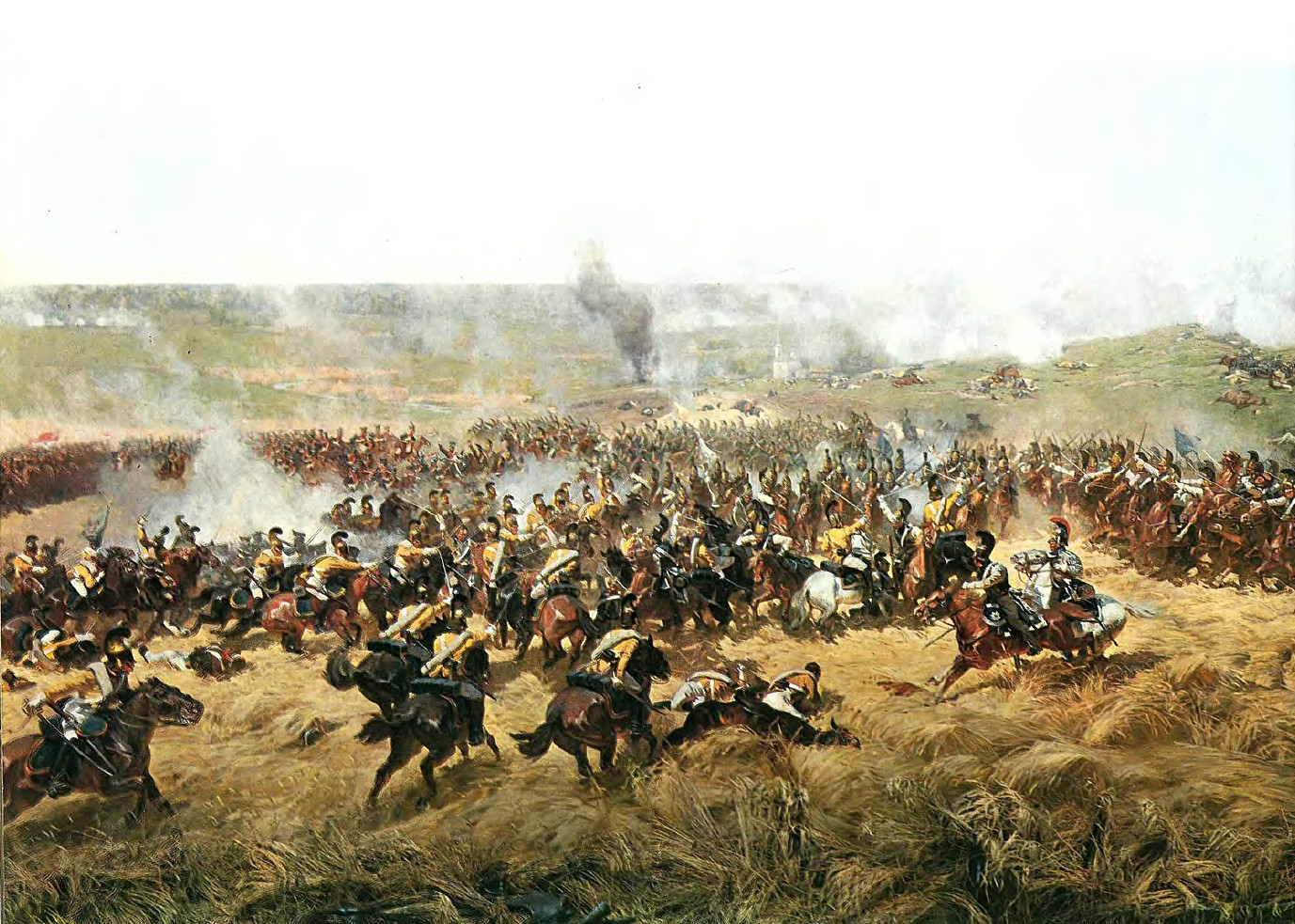
Charge des gardes du corps saxons contre les cuirassiers de la Garde russe à la Moskova (détail du Panorama de Borodino par Franz Roubaud). Au cours des combats, le régiment des gardes du corps perd 18 officiers et 214 cavaliers, soit plus de la moitié de son effectif.

La brigade Thielmann est engagée face à la « Grande Redoute » de Raïevski, près du village de Semenovskoïé. Le colonel von Leyser rapporte : « les chevaux étaient à la charge, les éperons serrés, la volonté ardente, et l'honneur et la gloire nous attendaient dans la ligne des Russes ; nous arrivâmes et bousculâmes tout ». Les gardes du corps enfoncent l'infanterie russe, puis se jettent sur une batterie dont ils s'emparent au prix de lourdes pertes. Le régiment tourne ensuite la position de Semenovskoïé, menaçant ainsi les arrières des troupes russes, mais il est alors contre-attaqué par la 1re division de cuirassiers russes du général Borozdine. Le combat dégénère en un corps-à-corps meurtrier. Le colonel von Leyser, blessé et mis à bas de son cheval, est fait prisonnier, tandis que ses deux adjoints, les majors von Loppelholz et Hoyer, sont hors de combat. Attaqués de front par les cuirassiers de Borozdine et de flanc par les hussards du régiment Akhtyrski, les Saxons sont contraints de reculer. 
La Grande Redoute est prise quelque temps après par les cuirassiers français de Caulaincourt. Voyant la déroute de la division Kaptzevitch, les chevaliers-gardes russes se lancent dans la bataille. Après avoir stoppé les carabiniers de Defrance, ils se heurtent une nouvelle fois aux cuirassiers et gardes du corps saxons, eux-mêmes soutenus par la cavalerie polonaise qui est chargée à son tour par le régiment des gardes à cheval. Les Français ne l'emportent qu'aux alentours de 16 heures, trop tard pour gêner le repli de l'infanterie russe. Sur les 450 gardes du corps saxons présents à l'appel du matin du 7 septembre, 18 officiers et 214 cavaliers ont été tués, blessés ou capturés, soit plus de 50 % de pertes. 
En dépit de ce lourd bilan, l'impact de la charge de la cavalerie saxonne s'avère décisif puisqu'il permet à l'infanterie française d'occuper et de tenir un moment la « Grande Redoute ». Le courage déployé ce jour-là par la grosse cavalerie saxonne est souligné par le général Thielmann qui note, dans son rapport au roi Frédéric-Auguste Ier de Saxe : « je peux assurer à Votre Majesté que la bravoure de ses régiments a attiré l'attention de toute l'armée française ». Un contemporain, le colonel von Exner, écrit que « le courage des lions et le mépris de la mort » dont ont fait preuve les cavaliers saxons ont permis la réussite d'une attaque que lui-même aurait jugée « impossible ».

#### Retraite de l'armée
Pour un article plus général, voir Retraite de Russie.
Le 14 septembre 1812, une semaine après la bataille de la Moskova, la Grande Armée entre dans Moscou. L'occupation se prolonge jusqu'au mois d'octobre. À cette période, les vides sont si importants que le régiment des gardes du corps ne compte plus qu'un seul escadron commandé par le capitaine Pilsach. Lors de la retraite, le corps s'effiloche peu à peu. Les derniers survivants — 20 officiers et 7 soldats pour l'ensemble des deux régiments saxons — sont tous capturés par les Russes au passage de la Bérézina.

## Uniformes
|      | Habit        | Collet et parements | Retroussis | Boutons        |
| ---- | ------------ | ------------------- | ---------- | -------------- |
| 1806 | jaune paille | bleus               | bleus      | agrafes jaunes |
| 1810 | jaune paille | jaune paille        | bleus      | agrafes jaunes |

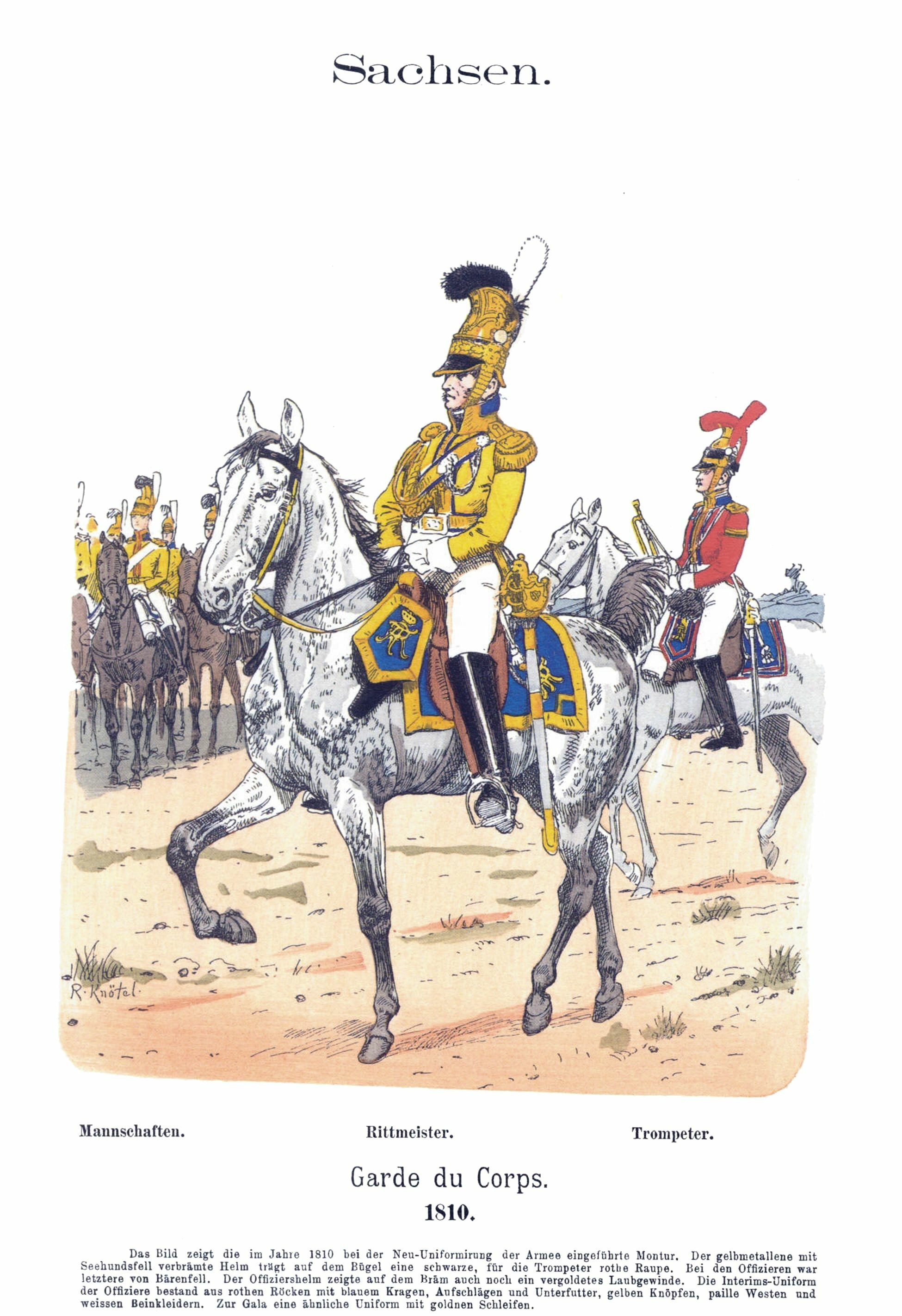
Officier et trompette des gardes du corps saxons, 1810 (par Richard Knötel).

La tenue des officiers comprend notamment un casque à visière, surmonté d'une chenille noire en crin de vache ou de cheval. La jugulaire est maintenue sur le côté par une rosace en forme de Méduse, tandis que le bandeau en cuir noir recouvrant la base du casque est décoré d'un feuillage de chêne en cuivre doré. Le cimier, estampé de face des initiales entrelacées « FA » — pour Frédéric-Auguste —, est rehaussé de chaque côté d'un lion, symbole de force et de puissance. La coiffure est en outre dotée d'un plumet blanc, fixé à gauche dans un étui au-dessus de la rosace. L'habit, de couleur jaune paille, est doté d'un collet à large échancrure de couleur bleue à galon doré. L'aiguillette dorée portée à droite est accompagnée à gauche par une épaulette à franges de même couleur. Les retroussis sont de mêmes teintes que le collet. L'ensemble est complété par une culotte blanche et par des bottes fortes en cuir noir.
L'équipement se compose d'une giberne à buffleterie dorée — elle-même bordée d'un mince galon bleu et ornée d'un écusson auquel est rattachée une petite chaînette —, et d'une ceinture aux particularités similaires à l'exception de la plaque en métal centrale. Quant au harnachement, la chabraque est en drap bleu à galon doré avec, à ses extrémités, le chiffre du roi de Saxe.

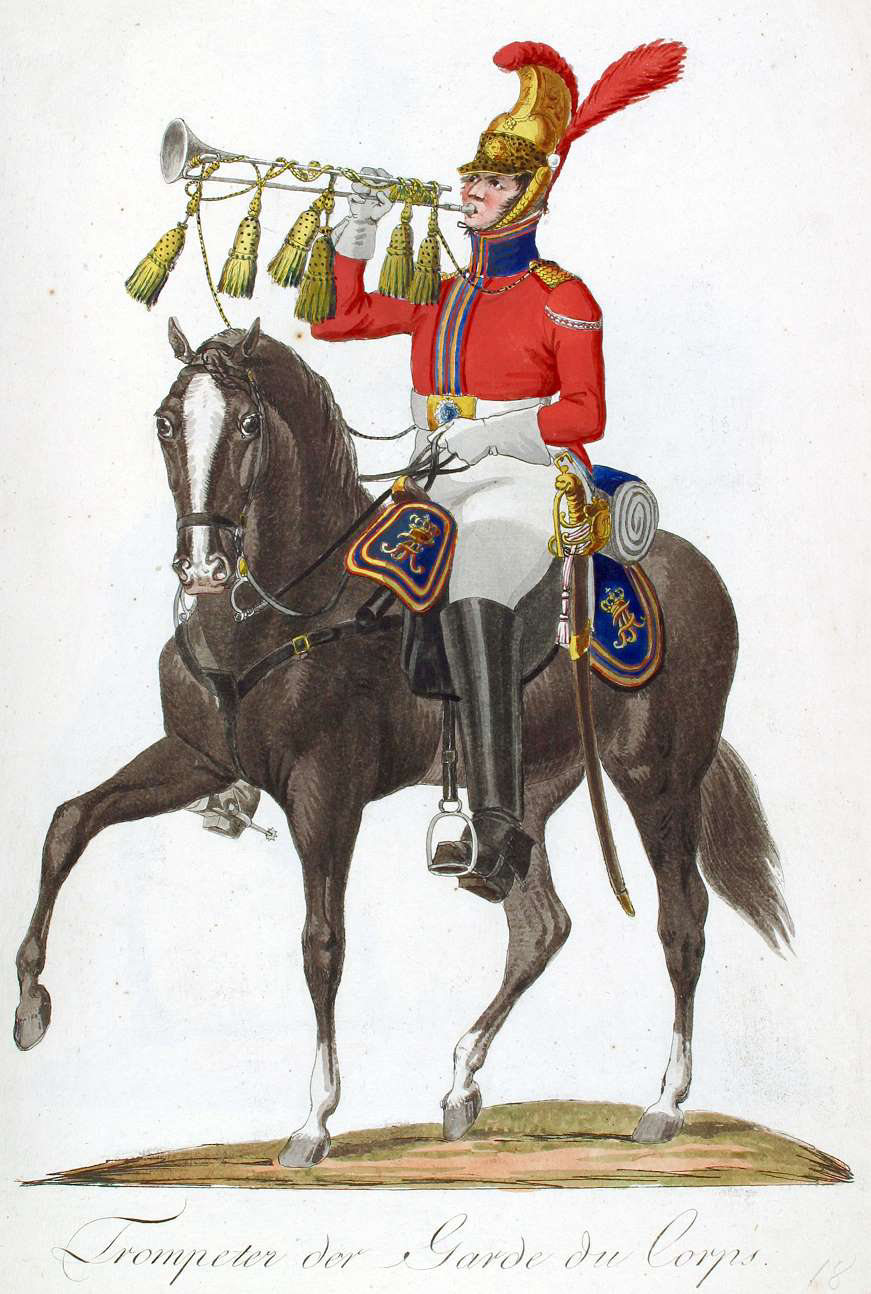
Trompette des gardes du corps saxons en 1810, par Alexander Sauerweid.

Pour les trompettes, la tenue est de même coupe quoique fortement différente par ses distinctives. D'après la planche de Liliane et Fred Funcken, la chenille et le plumet deviennent écarlates, tandis que le feuillage de chêne est remplacée par un turban en peau orné au centre d'une tête de Méduse. L'habit en drap écarlate est à collet bleu avec galons jaunes et bleus. Sur chaque épaule est placée une fine patte jaune à rayures blanches. Le cavalier est équipé, en plus de son instrument, d'une ceinture blanche à plaque dorée sur laquelle figure un aigle en argent. Le trompette des gardes du corps saxons donné par Serge Letine, dans l'ouvrage L'Armée de Napoléon d'Oleg Sokolov, diffère quelque peu du précédent. En effet, la chenille est représentée noire comme pour les officiers ; le galonnage du collet est jaune-rouge et non plus seulement jaune ; enfin, la patte à rayures fait place à une contre-épaulette dorée.

## Chevaux
Le régiment des gardes du corps est monté sur des chevaux noirs de grande taille, les officiers disposant quant à eux de chevaux de couleur bai. À l'issue de la campagne de 1806 en Prusse, la remonte de la cavalerie française prive son homologue saxonne de la quasi-totalité de ses montures, d'autant que les rares conservées — pas plus d'une douzaine par escadron — restent aux dépôts. Malgré cet état de fait, la grosse cavalerie saxonne conserve sa réputation d'être « l'une des meilleures formations de cavalerie d'Europe ». Oleg Sokolov loue les « admirables qualités des chevaux et le haut professionnalisme des cavaliers ». Les auteurs de l'ouvrage Poles and Saxons of the Napoleonic Wars renchérissent : « la cavalerie saxonne était excellente aussi bien au niveau de son entraînement que de ses compétences sur le terrain. L'héritage de la guerre de Sept Ans avait porté ses fruits. ». Lors de la campagne de Russie, les gardes du corps utilisent des chevaux plus petits et robustes que leurs prédécesseurs, tous noirs ou brun foncé, acquis auprès de marchands mecklenbourgeois.